# Expert Review of Anticancer Therapy
Expert Review of Anticancer Therapy, abgekürzt Expert. Rev. Anticancer Ther., ist eine wissenschaftliche Fachzeitschrift, die vom Taylor & Francis-Verlag veröffentlicht wird. Die Zeitschrift erscheint mit sechs Ausgaben im Jahr. Es werden Übersichtsarbeiten veröffentlicht, die sich mit neuen Entwicklungen der Krebsbehandlung beschäftigen.
Der Impact Factor lag im Jahr 2015 bei 2,094. Nach der Statistik des ISI Web of Knowledge wird das Journal mit diesem Impact Factor in der Kategorie Onkologie an 150. Stelle von 213 Zeitschriften geführt.